# هارمونی میل‌فوی
هارمونی میل‌فوی (به ژاپنی: うたごえはミルフィーユ؛ هپبورن: Utagoe wa Mille-Feuille به معنی «صدای آواز همچون میل‌فوی شیرین است») یک پروژه نقاشی آمیخته با موضوع موسیقی ژاپنی شامل موضوعاتی از آکاپلا، دختران دبیرستانی و عقده روانی است. این پروژه توسط پونی کنیون و تاکویا یاماناکا ایجاد شده و در آوریل ۲۰۲۲ آغاز شد. یک مجموعه تلویزیونی انیمه اقتباسی توسط جوموندو قرار است در سال ۲۰۲۵ نمایش داده شود.

## داستان
اوتا کوماکی دانش آموز سال اول دبیرستان عاشق آواز خواندن است، اما بسیار خجالتی است. او می‌خواهد به باشگاه موسیقی بپیوندد.